# Lucius Caninius Gallus
Lucius Caninius Gallus est un homme politique de la fin de la République romaine, consul en 37 av. J.-C.

## Famille
Il est membre de la gens plébéienne Caninia de Tusculum. Il est le fils de Lucius Caninius Gallus (en), contemporain et ami du dictateur Jules César, de l'écrivain Varron et de l'homme politique et philosophe Cicéron. C'est un homme ayant des talents politiques, resté neutre lors de la guerre civile entre César et Pompée et décédé en 44 av. J.-C. Sa mère est d'Antonia Hybrida Major (bg), fille de Caius Antonius Hybrida, sœur d'Antonia Hybrida Minor, et elle-même première épouse et cousine de Marc Antoine.
Il a un fils, ou petit-fils, Lucius Caninius Gallus (en), consul suffect en 2 av. J.-C.

## Biographie
Par ses relations avec Antoine (son oncle par alliance), il est probablement élu préteur en 40 av. J.-C. au plus tard.
En 37 av. J.-C., il est désigné consul éponyme avec Marcus Vipsanius Agrippa, ami d'Octavien,. Il abdique en cours de mandat et se trouve remplacé par le suffect Titus Statilius Taurus.
Il est peut-être un patron du poète latin Properce.